# Último Esfuerzo
Último Esfuerzo es una ranchería del municipio de Caborca ubicada en el noroeste del estado mexicano de Sonora, en la zona del desierto de Sonora. Según los datos del Censo de Población y Vivienda realizado en 2020 por el Instituto Nacional de Estadística y Geografía (INEGI), Último Esfuerzo tiene un total de 574 habitantes. Fue fundada como ejido por resolución presidencial el 5 de octubre de 1972.

## Geografía
Último Esfuerzo se sitúa en las coordenadas geográficas 30°47'21" de latitud norte y 112°50'41" de longitud oeste del meridiano de Greenwich, a una elevación de 60 metros sobre el nivel del mar.